# Hélène Le Gal
Pour les articles homonymes, voir Le Gal.
Hélène Le Gal, née le 21 avril 1967, est une diplomate française, ministre plénipotentiaire, directrice générale pour le Moyen-Orient et l'Afrique du nord du Service d'action extérieure de l'Union européenne. Elle est ambassadrice de France en Israël entre 2016 et 2019 puis ambassadrice de France au Maroc de 2019 à 2022.

## Biographie
Née dans la banlieue de Paris, Hélène Le Gal revendique ses racines bretonnes,,.
En 1987, elle sort diplômée de l'Institut d'études politiques de Paris.
Elle intègre le ministère des Affaires étrangères en 1988, et est immédiatement envoyée sur le terrain en Afrique, en étant nommée deuxième secrétaire à l'ambassade de France au Burkina Faso. Elle rejoint ensuite Paris en 1990, pour être affectée à la Direction des affaires africaines. Elle suit les dossiers relatifs à la Corne de l'Afrique, à une époque où cette région est en crise (chute de Menguistu et de Siad Bare). Elle participe notamment aux opérations humanitaires engagées par la France à cette époque sous l'égide du ministre de la Santé et de l'Action humanitaire Bernard Kouchner. Après les dossiers de crise, elle complète son approche du continent africain par les questions de développement, en rejoignant en 1992 la Direction des affaires économiques, où elle gère les dossiers relatifs aux questions d'endettement international (Club de Paris) et aux banques de développement. Elle complète sa formation initiale par un diplôme du Centre des hautes études sur l'Afrique et l'Asie moderne obtenu en 1991.
En 1994, elle quitte les dossiers africains pour le Proche-Orient et devient première secrétaire à l'ambassade de France en Israël. Elle y est chargée du suivi du processus de paix israélo-palestinien et est présente lors de l'assassinat du Premier ministre Yizhak Rabin. En 1998, elle quitte le Proche-Orient pour aborder les dossiers européens, en prenant le poste de première secrétaire à l'ambassade de France en Espagne, où elle suit les dossiers de politique étrangère.
En 2000, elle retrouve les dossiers africains en étant nommée conseillère technique de Charles Josselin, ministre délégué aux Affaires étrangères, chargé de la Coopération et de la Francophonie,. Elle y est notamment chargée de la mise en place du Haut Conseil de la coopération internationale, instance consultative créée pour favoriser et rendre plus cohérentes   la solidarité et la coopération internationale, au moment où le ministère de la Coopération et le ministère des Affaires étrangères sont fusionnés.
En 2002, elle est conseillère de Pierre Sellal et de Sylvie Bermann à la représentation permanente de la France auprès de l’Union européenne à Bruxelles et fait partie du comité politique et sécurité. À ce titre, elle suit la mise en œuvre des premières opérations militaires menées au titre de la politique européenne de sécurité et de défense, en application de la déclaration de Saint-Malo, dans les Balkans et en Afrique (République démocratique du Congo). Elle corédige le « petit guide de la PESD ». De 2004 à 2009, elle est chargée de cours à l'École nationale d'administration en parallèle de son activité diplomatique.
En 2005, elle est nommée sous-directrice Afrique centrale et orientale au ministère Affaires étrangères. Elle suit en particulier la question du Darfour, la mise en place d'une opération française, puis européenne de lutte contre la piraterie en Somalie (opération Alcyon puis Atalanta), et plus généralement les dossiers relatifs à l'Afrique de l'Est et à la région des Grands lacs, en particulier de la République démocratique du Congo. Elle est membre de la commission du Livre blanc  publié en juillet 2008 sur « La France et l'Europe dans le monde », sous la direction d'Alain Juppé et de Louis Schweitzer.
En 2009, elle devient consule générale de France à Québec, un consulat considéré dans la diplomatie française comme ayant des prérogatives particulières. Elle est la première femme nommée à ce poste. En 2011, elle est proposée comme ambassadrice de France au Rwanda, mais cette nomination ne verra finalement pas le jour.
En 2012, elle prend le poste de conseillère Afrique du président François Hollande,. Elle est la seule femme à avoir occupé ce poste. Elle acquiert le surnom de « Madame Afrique ». Elle est aux premières loges du déclenchement de l'opération Serval au Mali. La politique de la France à cette époque en Afrique s'est traduite à la fois par une volonté de normalisation, une attention portée aux questions de lutte contre le terrorisme et des opérations militaires (outre l'opération Serval devenue Barkhane au Mali, la période a été marquée par l'opération Sangaris en RCA) et enfin une politique économique, environnementale et de développement ambitieuse.
De 2016 à 2019, elle est ambassadrice de France en Israël ; elle est la première femme à occuper cette fonction. La réalisatrice Isabelle Cottenceau lui consacre un documentaire, Ambassadrice : les risques du métier, diffusé dans l'émission Grands reportages le 11 novembre 2017 sur TF1. Son mandat est  marqué par la saison culturelle croisée France-Israël, organisée de juin à novembre 2018 simultanément dans les deux pays et présentant 400 projets culturels dans une vingtaine de villes en Israël et une cinquantaine en France.
En 2019, elle est nommée ambassadrice de France au Maroc. Elle est la première femme à occuper cette fonction,. Son séjour est marqué par la pandémie de Covid-19 et la problématique du rapatriement des Français présents au Maroc en mars 2020. Elle coordonne le rapatriement de 60 000 Français et Marocains en 2020 (sur 350 000 rapatriements dans le monde), puis à nouveau de 20 000 en 2021, lorsque le Maroc ferme à nouveau ses frontières.
En 2022, Hélène Le Gal, est nommée directrice générale pour le Moyen-Orient et l'Afrique du Nord du Service d'action extérieure de l'Union européenne.

## Décorations
- Officier de l'ordre national du Mérite Elle est promue officier par décret du 2 mai 2017[33]. Elle était chevalier du 17 juillet 2008[34].
- Officier de la Légion d'honneur. Elle est promue officier par décret du 31 décembre 2020[35]. Elle était chevalier du 30 décembre 2011[36].
- Ordres étrangers :
  - Commandeur de l'ordre national du Mali
  - Commandeur de l'ordre national de Guinée
  - Officier de l'ordre national du Niger
  - Officier de l'ordre national du Lion (Sénégal)